# Knabberup
Knabberup er en landsby i Skibet Sogn i Vejle Kommune. Den ligger på vejen fra Stenager og Slelde ind mod Vejle.
Indtil 1963 havde Knabberup en landsbyskole. Ligesom skolerne i Jennum og Nørre Vilstrup blev den afløst af den nye centralskole i Skibet.